# Очень страшная Молли 3 (часть 1)
«Очень страшная Молли 3 (Часть 1)» — второй мини-альбом украинской рок-группы Пошлая Молли, выпущенный 23 ноября 2018 года на лейбле Warner Music Russia. Название и обложка альбома является отсылкой к комедии 2000-х годов «Очень страшное кино».

## Предыстория
6 декабря 2018 года вышел видеоклип на песню «CTRL+Zzz», режиссёром которого выступила Люба Чиркова.
25 февраля 2019 года вышел видеоклип на песню «ЛОЛ», режиссёром которого выступил Никита Квасников. «Ролик пародирует американские молодёжные комедии о выпускном вечере», пишут InterMedia.

## Отзывы
Алексей Мажаев из InterMedia поставил мини-альбому оценку 3 из 5, добавив, что «мини-альбом вообще не заслуживает каких-то резких споров и взаимоисключающих реплик».

## Творческая группа
По данным Genius.
- Кирилл Бледный — вокал, продюсер, автор песен
- Олег Шевченко — мастеринг
- Константин Пыжов — миксинг

## Список треков
| №                   | Название                             | Длительность |
| ------------------- | ------------------------------------ | ------------ |
| 1.                  | «ЛОЛ»                                | 2:38         |
| 2.                  | «CTRL+Zzz»                           | 3:04         |
| 3.                  | «ПОРНХАБ КРИСМАС КЛАБ»               | 4:06         |
| 4.                  | «ВСЕ ХОТЯТ МЕНЯ ПОЦЕЛОВАТЬ (Ver. 2)» | 3:45         |
| Общая длительность: | Общая длительность:                  | 13:33        |

## Чарты
| Чарты (2020)         | Высшая позиция |
| -------------------- | -------------- |
| Россия (Apple Music) | 7              |
| Россия (iTunes)      | 8              |

| Чарты (2020)           | Песня | Высшая позиция |
| ---------------------- | ----- | -------------- |
| Россия (YouTube Music) | ЛОЛ   | 6              |
| ВКонтакте              | ЛОЛ   | 23             |